# Dobrochna Wójcik
Dobrochna Wójcik (ur. 4 lipca 1931 w Paryżu, zm. 8 listopada 2022 w Warszawie) – polska prawnik, profesor nauk prawnych, specjalizująca się w kryminologii, zwłaszcza w problematyce wymiaru sprawiedliwości dla nieletnich i instytucji mediacji.

## Życiorys
W 1952 ukończyła studia prawnicze, a w 1963 studia psychologiczne na Uniwersytecie Warszawskim, w latach 1958–1963 pracowała w schronisku dla nieletnich. Od 1963 była pracownikiem Instytutu Nauk Prawnych PAN, w Zakładzie Kryminologii, tam w 1975 obroniła pracę doktorską Wychowawcze uwarunkowania poziomu agresywności u młodzieży przestępczej i nieprzestępczej, której promotorem był Janusz Reykowski. Habilitowała się w 1985 na podstawie pracy Nieprzystosowanie społeczne młodzieży: analiza psychologiczno-kryminologiczna, za którą otrzymała nagrodę pisma Państwo i Prawo. W 1996 otrzymała tytuł profesora nauk prawnych. W latach 1990–2007 kierowała macierzystym Zakładem Kryminologii INP PAN. Od 1992 kierowała także Sekcją Prawa Karnego i Kryminologii w Instytucie Wymiaru Sprawiedliwości. 
W swoich pracach zajmowała się m.in. młodzieżą niedostosowaną społecznie (od lat. 70. prowadziła badania wspólnie z Zofią Ostrihanską), wymiarem sprawiedliwości dla nieletnich oraz mediacją w sprawach z udziałem nieletnich, była także propagatorem tej instytucji w postępowaniu z nieletnimi i postępowaniu karnym.
W latach 1991–2002 była prezesem Polskiego Towarzystwa Kryminologicznego im. prof. Stanisława Batawii.